# Budweiser Cleveland Grand Prix 1991
Budweiser Cleveland Grand Prix 1991 var ett race som var den åttonde deltävlingen i PPG IndyCar World Series 1991. Racet kördes den 7 juli på Burke Lakefront Airport i centrala Cleveland. Michael Andretti fortsatte sin jakt på mästerskapsledande Bobby Rahal, genom att ta sin tredje seger för säsongen. Emerson Fittipaldi blev tvåa för andra racet i rad, medan Rahal slutade trea och gjorde att prispallen blev identisk gentemot tävlingen två veckor innan i Portland.

## Slutresultat
| Plats | Förare                | Team                     | Grid | Kvaltid  |
| ----- | --------------------- | ------------------------ | ---- | -------- |
| 1     | Michael Andretti      | Newman/Haas Racing       | 2    | 1.00,774 |
| 2     | Emerson Fittipaldi    | Marlboro Team Penske     | 1    | 1.00,579 |
| 3     | Bobby Rahal           | Galles-Kraco Racing      | 7    | 1.01,659 |
| 4     | Al Unser Jr.          | Galles-Kraco Racing      | 3    | 1.01,115 |
| 5     | Arie Luyendyk         | Vince Granatelli Racing  | 8    | 1.02,452 |
| 6     | Mario Andretti        | Newman/Haas Racing       | 5    | 1.01,574 |
| 7     | Scott Brayton         | Dick Simon Racing        | 13   | 1.03,356 |
| 8     | Eddie Cheever         | Chip Ganassi Racing      | 12   | 1.03,262 |
| 9     | Danny Sullivan        | Patrick Racing           | 11   | 1.02,812 |
| 10    | Mike Groff            | Euromotorsport           | 17   | 1.04,012 |
| 11    | Buddy Lazier          | Dale Coyne Racing        | 20   | 1.04,573 |
| 12    | Didier Theys          | Leader Cards Racing      | 19   | 1.04,454 |
| 13    | Tony Bettenhausen Jr. | Bettenhausen Motorsports | 15   | 1.03,670 |
| 14    | Hiro Matsushita       | Dick Simon Racing        | 9    | 1.02,621 |
| 15    | John Andretti         | Hall/VDS Racing          | 16   | 1.03,929 |
| 16    | Jeff Andretti         | Bruce Leven Racing       | 21   | 1.04,788 |
| 17    | Rick Mears            | Marlboro Team Penske     | 4    | 1.01,203 |
| 18    | Ted Prappas           | P.I.G. Racing            | 14   | 1.03,544 |
| 19    | Scott Goodyear        | UNO Racing               | 10   | 1.02,788 |
| 20    | A.J. Foyt             | A.J. Foyt Enterprises    | 22   | 1.05,122 |
| 21    | John Jones            | Arciero Racing           | 23   | 1.07,106 |
| 22    | Willy T. Ribbs        | Walker Racing            | 18   | 1.04,205 |
| 23    | Scott Pruett          | Truesports Co.           | 6    | 1.01,658 |